# Johann Michael Nicolai
Johann Michael Nicolai (Ulrichshalben, 1629 - Stuttgart, 26 januari 1685) was een Duitse barokcomponist. Daarnaast was hij bespeler van de violone.

## Levensloop
Over de jeugd en opleidingen van Nicolai is niets bekend. Hij werkte tot 1655 als musicus in het hoforkest van hertog Julius Hendrik van Saksen-Lauenburg. Hierdoor kon hij ook regelmatig optreden aan het hof van de markgraaf van Brandenburg.
In 1655 werd Nicolai lid van het hoforkest van hertog Everhard te Stuttgart. Hij zou hier ook de muzieklessen aan de koorknapen voor zijn rekening nemen. Nicolai gaf regelmatig met zijn collega's muziekbijeenkomsten in zijn eigen huis. Hij kon verder goed overweg met de organist Philipp Friedrich Böddecker.
In 1675 verschenen in Augsburg twee bundels van Nicolai met instrumentale muziek: het Erster Theil Instrumentalischer Sache en het Anderer Theil Instrumentalischer Sache. Het eerste deel droeg hij op aan markgraaf Christian Ernst van Brandenburg-Bayreuth. Er zou in 1682 nog een derde deel verschijnen, maar dat is verloren gegaan.

## Werken
Nicolai heeft onder andere de volgende muziekalbums uitgebracht:
- Erster Theil geistlicher Harmonien (Frankfurt, 1669), voor drie zangstemmen, twee violen en basso continuo
- Erster Theil Instrumentalischer Sachen (Augsburg, 1675), twaalf sonates voor twee violen, viola da gamba en basso continuo
- Anderer Theil Instrumentalischer Sachen (Augsburg, 1675), 24 capriccio's voor vier viola da gamba's en basso continuo
- Evangelische Harmonien erster Teil, 24 cantates voor vier zangstemmen, twee violen, twee viola da gamba's en basso continuo